# Martin Laas
Martin Laas (né le 15 septembre 1993) est un coureur cycliste estonien.

## Biographie
Martin Laas naît le 15 septembre 1993 en Estonie.

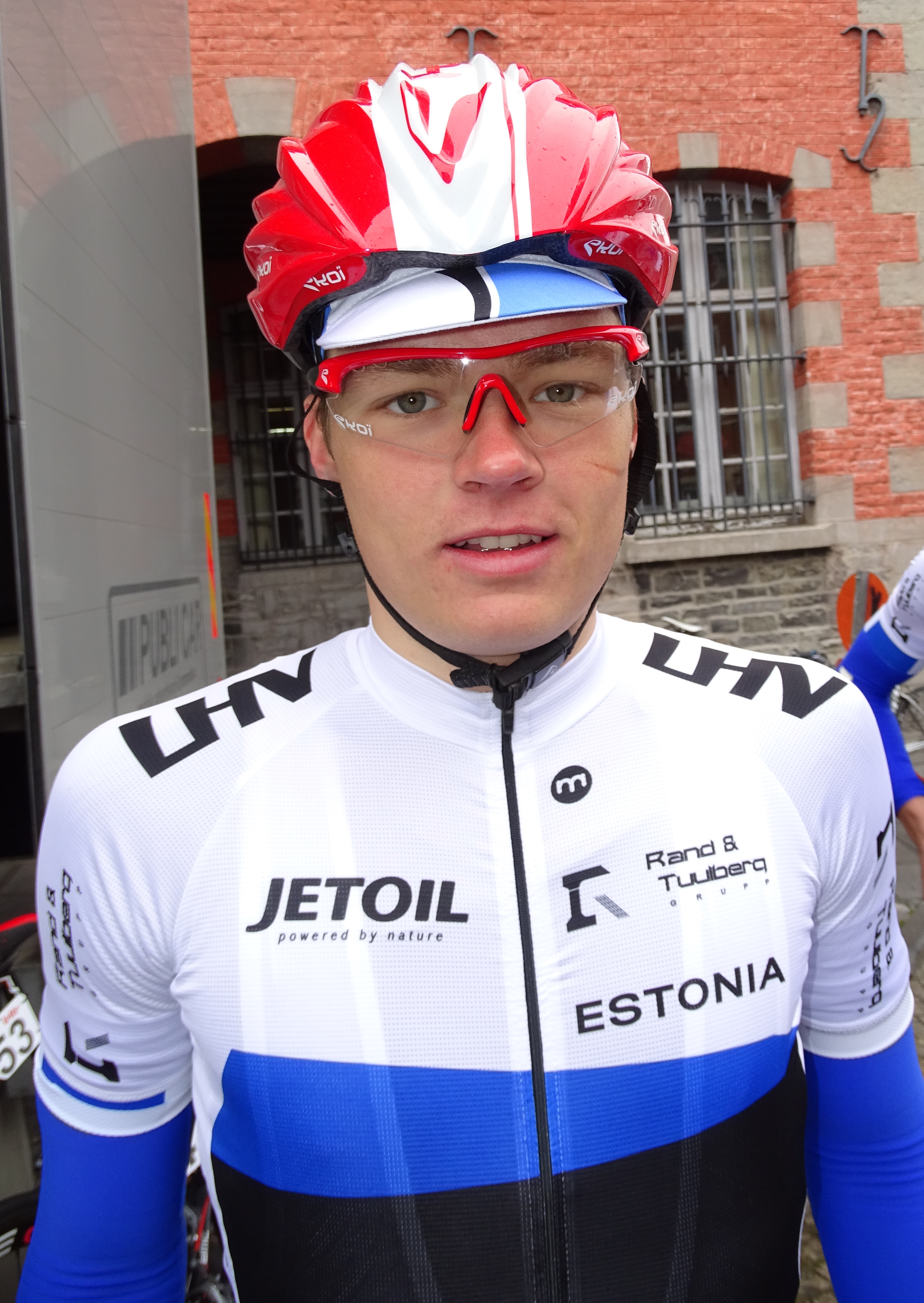
Martin Laas lors du départ de la 1ère étape du Triptyque des Monts et Châteaux 2015 à Tournai.

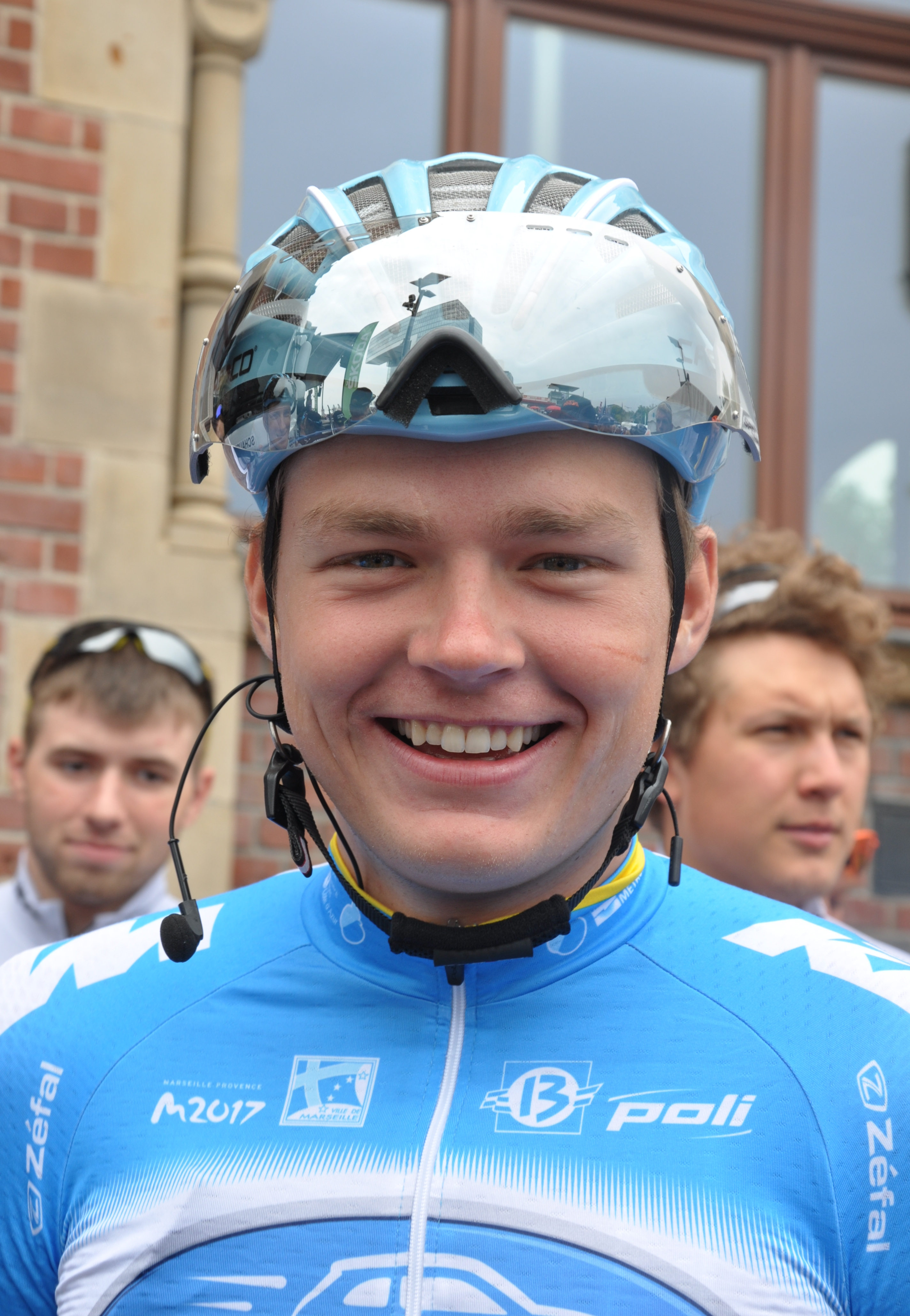
Martin Laas lors du Tour de Cologne 2016.

Il court pour l'équipe Rein Taaramäe Jalgrattaklubi fondée par Rein Taaramäe lui-même coureur cycliste avant d'arriver en 2013 dans l'équipe de club française Pro Immo Nicolas Roux. Il termine troisième du Riga Grand Prix.
En 2015, il remporte la première étape puis le classement général du Tour d'Estonie, sous les couleurs de l'équipe nationale d'Estonie. Ses résultats lui permettent de devenir stagiaire dans l'équipe continentale française Marseille 13 KTM du 1er août au 31 décembre 2015. Le 3 août, sous les couleurs de l'équipe nationale d'Estonie espoirs, il remporte le classement du combiné du Kreiz Breizh Elites. Le 7 septembre, il est annoncé qu'il devient néo-professionnel chez Marseille 13 KTM en 2016.

### 2016-2017: Delko-Marseille Provence-KTM
Il dispute sa première course en tant que professionnel sur l’Étoile de Bessèges. Le 10 avril, il participe à sa première course World Tour, Paris-Roubaix (abandon). Sa première saison au sein du peloton professionnel s'avère compliquée. Il confesse s'être entraîné de manière trop intensive afin de franchir le palier et avoir été régulièrement gêné par des douleurs au genou, ayant du mal à digérer l'enchaînement des courses et des entraînements. Sur 40 jours de course, il abandonne à 20 reprises.
Pour sa deuxième saison au sein de la structure provençale, il se montre à son avantage sur les compétitions hors-Europe, auteur de trois tops 10 sur la Tropicale Amissa Bongo en mars et sur le Tour de Corée en juin. Il est devancé à quatre reprises par Jakub Mareczko pour la victoire d'étape sur le Tour de Hainan en fin de saison.

### 2018-2019: Team Illuminate
Il renforce le Team Illuminate pour la saison 2018, équipe cycliste continentale américaine où évolue Simon Pellaud.
Il se classe quatrième du Baltic Chain Tour au deuxième semestre 2018.
Fin juillet 2019, il est présélectionné pour représenter son pays aux championnats d'Europe de cyclisme sur route.

### 2020-2022: Bora-Hansgrohe
Le 28 octobre 2019, l'équipe World Tour Bora-Hansgrohe annonce avoir engagé le coureur estonien pour la saison 2020. Il vient y renforcer le train de sprinteurs. Il débute sous ses nouvelles couleurs sur le Tour Down Under, notamment au service d'Erik Baška, 3e de la première étape. Laas réalise un top 10 lors de la quatrième étape, passant la ligne en 6e position. De retour en Europe, il participe au Tour de l'Algarve où il décroche une 12e et une 13e place d'étape. Il prend le départ du Circuit Het Nieuwsblad (abandon) et de Kuurne-Bruxelles-Kuurne (131e) avant que la saison ne soit suspendue à cause de la pandémie de Covid-19.
Il reprend la compétition sur le Tour de Burgos, 8e de la quatrième étape, et enchaîne par le Czech Cycling Tour, 3e de la troisième étape. Le 26 août, il est sélectionné pour participer au championnat d'Europe (76e de la course en ligne). Il décroche son premier succès de la saison sur le Tour de Slovaquie, y remportant deux étapes. Il est intégré au train de Pascal Ackermann sur le BinckBank Tour et le Tour d'Espagne où l'allemand remporte deux étapes. Le 19 novembre, la structure allemande annonce la prolongation de son contrat pour la saison 2021.
Il lance sa saison 2021 sur la Clásica de Almería où il monte sur la troisième marche du podium, devancé par Giacomo Nizzolo et Florian Sénéchal. Il accompagne Ackermann sur le Tour des Émirats arabes unis où l'allemand ne parvient pas à décrocher sa première victoire de la saison. En juin, il participe au Tour d'Estonie sous les couleurs de son équipe nationale, il y remporte une étape et termine deuxième du classement général derrière son compatriote Karl Patrick Lauk.
En juillet, il ne participe qu'au Sibiu Cycling Tour, 2e du prologue derrière Ackermann, où l'allemand remporte également la dernière étape. Le 31 juillet, son équipe annonce sa prolongation de contrat pour la saison 2022, Ralph Denk étant satisfait de ses performances comme poisson-pilote pour les sprints.
En août, il remporte une étape sur l'Arctic Race of Norway avant de prendre le départ du Tour d'Espagne, aligné en compagnie de Jordi Meeus pour les arrivées en sprint. Le belge chutant lors de la deuxième étape, Laas joue sa carte et décroche un top 10, 7e. Lors de la huitième étape, il réalise son deuxième top 10 (8e) en emmenant Meeus (4e). Au sortir de la Vuelta, il monte sur la troisième marche du podium sur le Championnat des Flandres. Malgré sa sélection pour la course en ligne des championnats du monde à Louvain, il connait une fin de saison sans éclats, abandonnant en Belgique puis sur ses trois dernières courses de la saison, le Tour de Münster, Paris-Bourges et Paris-Tours.
Après une saison 2022 moins réussie, il n'obtient pas de nouveau contrat avec Bora-Hansgrohe. 

### 2023: une saison chez Astana
Pour la saison 2023, il rejoint l'équipe Astana Qazaqstan. Une victoire au classement général et une victoire d'étape au Tour de Sakarya sont ses seuls succès notables, de sorte que son contrat avec l'équipe Astana n'est pas renouvelé en fin d'année.

### Depuis 2024: chez Quick
En 2024, Laas rejoint l'équipe Ferei Quick-Panda Podium Mongolia, avec laquelle il participe principalement à des courses en Asie. Lors des courses du calendrier de l'UCI ProSeries asiatiques, il remporte deux étapes au Tour du lac Taihu et une au Tour de Hainan, ainsi que quatre autres victoires sur l'UCI Asia Tour. Après deux victoires d'étape l'année précédente, il remporte le classement général du Tour de Lituanie avec trois victoires d'étape en 2025.

## Palmarès et classements mondiaux

### Palmarès
| - 2013 - Grand Prix des Grattons - Grand Prix d'Issoire - 3e du Riga Grand Prix - 3e du championnat d'Estonie du contre-la-montre espoirs - 2014 - Tour du Pays Saint-Pourcinois - Grand Prix d'Hauterive - Prix de Nevers - Critérium d'Evaux-les-Bains - Grand Prix de Lignac - Grand Prix de Nedde - 1re étape des Quatre Jours des As-en-Provence - Grand Prix d'Issoire - 2015 - 2e étape du Tour du Loiret - Tour d'Estonie : - Classement général - 1re étape - 2e du Circuit des Quatre Cantons - 6e du championnat d'Europe sur route espoirs - 2018 - 4e, 5e et 6e étapes du Tour de Thaïlande - 8e étape du Tour du Japon - 1re étape du Baltic Chain Tour - 2019 - 6e étape du Tour de Thaïlande - 2e, 3e, 5e et 6e étapes du Tour de Taiyuan - 2e, 4e et 5e étapes du Tour de Corée - 6e, 7e et 11e étapes du Tour du lac Poyang - 2e du Grand Prix de Minsk | - 2020 - 1re (a) et 3e étapes du Tour de Slovaquie - 2021 - 2e étape du Tour d'Estonie - 2e étape de l'Arctic Race of Norway - 2e du Tour d'Estonie - 3e de la Clásica de Almería - 3e du Championnat des Flandres - 2022 - 2e et 4e étapes du Baltic Chain Tour - 2e du Baltic Chain Tour - 2023 - Tour de Sakarya : - Classement général - 3e étape - 2024 - 4e, 8e, 10e, 11e, 13e, 18e, 22e et 25e étapes de la HTV Cup - 4e et 5e étapes du Tour de Lituanie - 2e étape du Tour de Banyuwangi Ijen - 1re étape de la Trans-Himalaya Cycling Race - 2e étape du Tour de Hainan - 3e, 8e et 9e étapes du Tour du lac Poyang - 1re et 3e étapes du Tour du lac Taihu - 2025 - Tour de Lituanie : - Classement général - 1re, 3e et 4e étapes - 4e étape du Tour du lac Qinghai - 2e étape de la Trans-Himalaya Cycling Race |  |

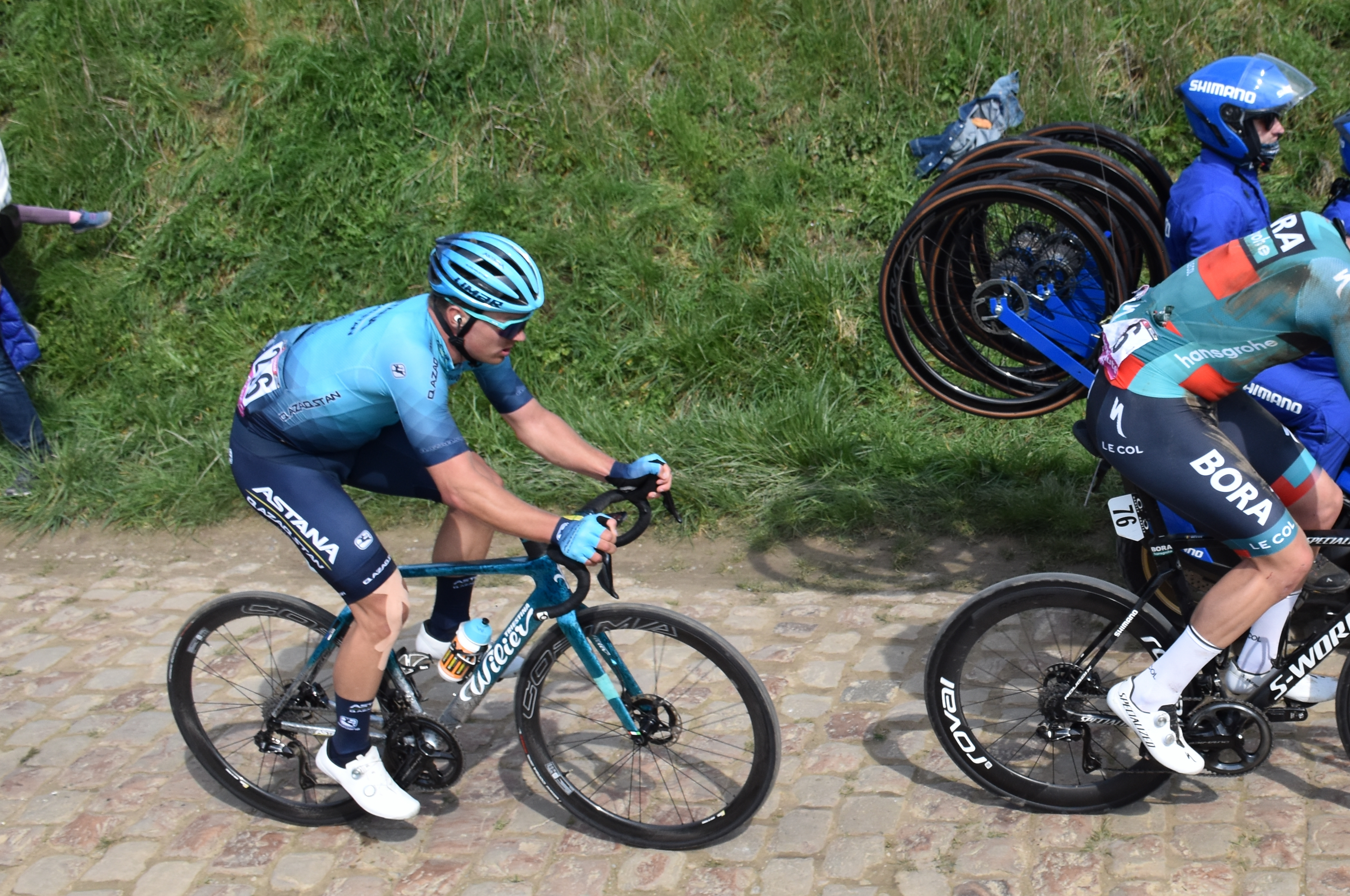
Martin Laas lors du Paris-Roubaix 2023.

### Résultats sur les grands tours

#### Tour d'Espagne
2 participations
- 2020 : 140e
- 2021 : 140e

### Classements mondiaux
| Année                                 | 2013 | 2014 | 2015 | 2016 | 2017  | 2018  | 2019 | 2020 | 2021 | 2022 | 2023  | 2024 |
| ------------------------------------- | ---- | ---- | ---- | ---- | ----- | ----- | ---- | ---- | ---- | ---- | ----- | ---- |
| Classement mondial                    |      |      |      | nc   | 1261e | 607e  | 430e | 760e | 189e | 489e | 1087e | 343e |
| UCI Europe Tour                       | 420e | 637e | 108e | nc   | 861e  | 1002e | 341e | 608e | 161e | 388e | nc    | nc   |
| UCI Asia Tour                         | nc   | nc   | 136e | nc   | 582e  | 78e   |      |      |      |      |       |      |
|                                       |      |      |      |      |       |       |      |      |      |      |       |      |
| Légende : nc = non classéSource : UCI |      |      |      |      |       |       |      |      |      |      |       |      |